# Griekenland op de Olympische Zomerspelen 1924
Griekenland nam deel aan de Olympische Zomerspelen 1924 in Parijs, Frankrijk. Griekenland heeft aan alle Zomerspelen meegedaan. Er werden geen medailles gewonnen.

## Deelnemers en resultaten

### Atletiek
| Olympiër                                                                           | Discipline               | Resultaat   | Prestatie                                        |
| ---------------------------------------------------------------------------------- | ------------------------ | ----------- | ------------------------------------------------ |
| Konstantinos Pantelidis                                                            | 100m (m)                 | series      | serie 10: 4de                                    |
| Alexandros Papafingos                                                              | 100m (m)                 | series      | serie 9: 5de                                     |
| Konstantinos Pantelidis                                                            | 200m (m)                 | kwartfinale | serie 11: 2de kwartfinale 3: 6de                 |
| Alexandros Papafingos                                                              | 200m (m)                 | series      | serie 8: 3de                                     |
| Alexandros Kranis                                                                  | 5000m (m)                | kwartfinale | serie 3: 7de                                     |
| Vyron Athanasiadis                                                                 | 10000m (m)               | DNF         | niet gefinisht                                   |
| Alexandros Kranis                                                                  | 10000m (m)               | DNF         | niet gefinisht                                   |
| Ioannis Talianos                                                                   | 110m horden (m)          | series      | serie 5: 4de in 16,3                             |
| Ioannis Talianos                                                                   | 400m horden (m)          | series      | serie 3: 3de in 58,0                             |
| Argyris Karagiannis Konstantinos Pantelidis Alexandros Papafingos Ioannis Talianos | 4x100m (m)               | 12e         | serie 1: 2de in 46,1 halve finale 1: 4de in 45,2 |
| Vyron Athanasiadis                                                                 | marathon (m)             | DNF         | niet gefinisht                                   |
| Alexandros Kranis                                                                  | marathon (m)             | DNF         | niet gefinisht                                   |
| Iraklis Sakellaropoulos                                                            | marathon (m)             | DNF         | niet gefinisht                                   |
| Konstantinos Pantelidis                                                            | verspringen (m)          | 27e         | kwalificatie groep A: 10de met 5,94m             |
| Antonios Karyofyllis                                                               | hoogspringen (m)         | 18e         | kwalificatie groep D: 7de met 1,70m              |
| Argyris Karagiannis                                                                | polsstokhoogspringen (m) | 15e         | kwalificatie groep A: 7de met 3,20m              |
| Dimitrios Karabatis                                                                | kogelstoten (m)          | 26e         | kwalificatie groep B: 10de met 10,955m           |
| Christos Vrettos                                                                   | kogelstoten (m)          | 14e         | kwalificatie groep C: 3de met 13,125m            |
| Dimitrios Karabatis                                                                | discuswerpen (m)         | DNF         | kwalificatie groep A: geen geldige poging        |
| Georgios Zacharopoulos                                                             | discuswerpen (m)         | 30e         | kwalificatie groep B: 11de met 34,02m            |
| Georgios Zacharopoulos                                                             | speerwerpen (m)          | 15e         | kwalificatie groep A: 8ste met 51,17m            |
| Stelios Benardis                                                                   | vijfkamp (m)             | DNF         | niet gefinisht                                   |
| Georgios Zacharopoulos                                                             | vijfkamp (m)             | DNF         | niet gefinisht                                   |
| Stelios Benardis                                                                   | tienkamp (m)             | 24e         | 5189,16 punten                                   |

### Boksen
| Olympiër          | Discipline  | Resultaat | Prestatie                      |
| ----------------- | ----------- | --------- | ------------------------------ |
| Emmanouil Gneftos | -66,7kg (m) | 17e       | 1ste ronde: V van DEN Petersen |

### Schermen
| Olympiër                                                                                 | Discipline     | Resultaat | Prestatie                                                                                |
| ---------------------------------------------------------------------------------------- | -------------- | --------- | ---------------------------------------------------------------------------------------- |
| Theodoros Foustanos                                                                      | degen (m)      | 30e       | 1ste ronde groep D: 7de met 2 overwinningen kwartfinale groep C: 9de met 3 overwinningen |
| Konstantinos Nikolopoulos                                                                | degen (m)      | 43e       | 1ste ronde groep A: 7de met 4 overwinningen                                              |
| Tryfon Triantafyllakos                                                                   | degen (m)      | 53e       | 1ste ronde groep B: 3de met 5 overwinningen                                              |
| Konstantinos Kotzias Konstantinos Nikolopoulos Evangelos Skotidas Tryfon Triantafyllakos | degen team (m) | 14e       | 1ste ronde groep E: 3de met 0 overwinningen                                              |
| Theodoros Foustanos                                                                      | floret (m)     | 43e       | 1ste ronde groep L: 4de met 0 overwinningen                                              |
| Ioannis Georgiadis                                                                       | sabel (m)      | 38e       | 1ste ronde groep E: 8ste met 1 overwinning                                               |
| Konstantinos Kotzias                                                                     | sabel (m)      | 21e       | 1ste ronde groep F: 2de met 3 overwinningen halve finale groep C: 9de met 1 overwinning  |
| Ioannis Georgiadis Konstantinos Kotzias Konstantinos Nikolopoulos Tryfon Triantafyllakos | sabel team (m) | 11e       | 1ste ronde groep A: 3de met 0 overwinningen                                              |

### Schietsport
| Olympiër                                                                                       | Discipline              | Resultaat | Prestatie  |
| ---------------------------------------------------------------------------------------------- | ----------------------- | --------- | ---------- |
| Gerasimos Anagnostou                                                                           | 600m vrij geweer (m)    | 24e       | 82 punten  |
| Alexandros Theofilakis                                                                         | 600m vrij geweer (m)    | 48e       | 74 punten  |
| Ioannis Theofilakis                                                                            | 600m vrij geweer (m)    | 41e       | 78 punten  |
| Andreas Vikhos                                                                                 | 600m vrij geweer (m)    | 31e       | 81 punten  |
| Georgios Moraitinis                                                                            | 25m snelvuurpistool (m) | 37e       | 14 punten  |
| Alexandros Theofilakis                                                                         | 25m snelvuurpistool (m) | 21e       | 16 punten  |
| Ioannis Theofilakis                                                                            | 25m snelvuurpistool (m) | 40e       | 13 punten  |
| Georgios Vafeiadis                                                                             | 25m snelvuurpistool (m) | 53e       | 7 punten   |
| Georgios Moraitinis                                                                            | 50m geweer liggend (m)  | 58e       | 364 punten |
| Alexandros Theofilakis                                                                         | 50m geweer liggend (m)  | 60e       | 358 punten |
| Ioannis Theofilakis                                                                            | 50m geweer liggend (m)  | 41e       | 376 punten |
| Georgios Anitsas Georgios Moraitinis Alexandros Theofilakis Ioannis Theofilakis Andreas Vikhos | vrij geweer team (m)    | 12e       | 526 punten |

### Tennis
| Olympiër                                      | Discipline     | Resultaat | Prestatie |
| --------------------------------------------- | -------------- | --------- | --- |
| Pantelis Papadopoulos                         | enkelspel (m)  | 65e       | 1ste ronde: V van ARG Cattaruzza: 5-7, 5-7, 1-6                                                                                                   |
| Avgoustos Zerlentis                           | enkelspel (m)  | 17e       | 1ste ronde: W van RCO Ng: walk-over 2de ronde: W van IND Fyzee: 6-3, 1-6, 3-6, 6-3, 6-4 3de ronde: V van ITA De Morpurgo: 0-6, 2-6, 4-6           |
| Augustos Zerlendis Pantelis Papadopoulos      | dubbelspel (m) | 9e        | 1ste ronde: vrij 2de ronde: W van MEX Del Canto/Mariano Lozano Alatorre: 6-2, 6-3, 4-6, 6-2 3de ronde: V van ESP J Alonso/M Alonso: 2-6, 7-9, 4-6 |
|                                               |                |           | |
| Lena Valaoritou-Skaramaga                     | enkelspel (v)  | 17e       | 1ste ronde: vrij 2de ronde: V van IND Polley: 6-1, 3-6, 2-6                                                                                       |
|                                               |                |           | |
| Lena Valaoritou-Skaramaga Avgoustos Zerlentis | dubbelspel (g) | 65e       | 1ste ronde: W van NOR Dahl/Langaard: 4-6, 6-2, 6-2 2de ronde: V van USA Wightman/Williams: 2-6, 1-6                                               |

### Waterpolo
| Olympiër | Discipline | Resultaat | Prestatie                                |
| --- | ---------- | --------- | ---------------------------------------- |
| Theodorakis Anastassios Andreas Asimakopoulos Nikolaos Mavrokordatos Baltatzis Georgios Chalkiopoulos Nikolaos Kaloudis Christos Peppas Pantelis Psychas Dionysios Vassilopoulos E. Vlassis C. Vourvoulis | mannen     | 11e       | 1ste ronde: V van Tsjecho-Slowakije: 1-6 |

### Worstelen
| Olympiër          | Discipline     | Resultaat      | Prestatie                                                       |
| Grieks-Romeins    | Grieks-Romeins | Grieks-Romeins | Grieks-Romeins                                                  |
| ----------------- | -------------- | -------------- | --------------------------------------------------------------- |
| Georgios Zervinis | -58kg (m)      | 17e            | 1ste ronde: V van NOR Martinsen 2de ronde: V van NED van Maaren |
| Vasilios Pavlidis | -67kg (m)      | 20e            | 1ste ronde: V van POL Rękawek 2de ronde: V van DEN Askehave     |

### Zwemmen
| Olympiër               | Discipline           | Resultaat | Prestatie               |
| ---------------------- | -------------------- | --------- | ----------------------- |
| Dionysios Vasilopoulos | 100m vrije slag (m)  | 26e       | serie 6: 4de in 1.12,0  |
| Dionysios Vasilopoulos | 400m vrije slag (m)  | 19e       | serie 2: 3de in 6.21,4  |
| Dionysios Vasilopoulos | 1500m vrije slag (m) | 18e       | serie 3: 4de in 26.17,4 |

Argentinië · Australië · België · Brazilië · Brits-Indië · Bulgarije · Canada · Chili · Cuba · Denemarken · Ecuador · Egypte · Estland · Filipijnen · Finland · Frankrijk · Griekenland · Groot-Brittannië · Haïti · Hongarije · Ierland · Italië · Japan · Joegoslavië · Letland · Litouwen · Luxemburg · Mexico · Monaco · Nederland · Nieuw-Zeeland · Noorwegen · Oostenrijk · Polen · Portugal · Roemenië · Spanje · Tsjecho-Slowakije · Turkije · Uruguay · Verenigde Staten · Zuid-Afrika · Zweden · Zwitserland